# Palçë
Palçë – wieś położona w północnej części Albanii w gminie Lekbibaj. Wieś znajduje się 104 kilometrów od stolicy państwa, Tirany.

## Demografia
Według spisu ludności z 1989 roku we wsi Palçë mieszkało 313 mieszkańców.